# Комітет Верховної Ради України з питань економічного розвитку
Комітет Верховної ради України з питань економічного розвитку — утворений 29 серпня 2019 у Верховній раді України IX скликання. Включає 16 депутатів, голова — Наталуха Дмитро Андрійович.

## Склад
1. Наталуха Дмитро Андрійович — голова
2. Тарута Сергій Олексійович — перший заступник голови
3. Кисилевський Дмитро Давидович — заступник голови
4. Підласа Роксолана Андріївна — заступник голови
5. Рущишин Ярослав Іванович — секретар
6. Буймістер Людмила Анатоліївна — голова підкомітету з питань розвитку конкуренції та рівних умов для бізнесу
7. Давиденко Валерій Миколайович (до 23 травня 2020)
8. Кицак Богдан Вікторович
9. Колтунович Олександр Сергійович — голова підкомітету з питань державної економічної політики
10. Кубів Степан Іванович
11. Лічман Ганна Василівна — голова підкомітету з питань регуляторної політики
12. Магомедов Муса Сергоєвич (з 17 червня 2020)
13. Марчук Ігор Петрович — голова підкомітету з питань взаємодії держави і бізнесу та інвестицій
14. Мовчан Олексій Васильович — голова підкомітету з питань регулювання публічних закупівель та ефективного управління державним і комунальним майном
15. Приходько Борис Вікторович
16. Скорик Микола Леонідович
17. Шевченко Євгеній Володимирович — голова підкомітету з питань промислової політики
18. Янченко Галина Ігорівна — член комітету

## Предмет відання
- державна економічна політика;[1]
- застава, лізинг, концесія, оренда, розподіл продукції;
- управління майном, що перебуває у державній чи комунальній власності;
- приватизація державного і комунального майна, націоналізація, реприватизація, банкрутство тощо;
- інтелектуальна власність;
- регулювання публічних закупівель;
- ціни і тарифи, ціноутворення;
- господарське законодавство;
- регулювання діяльності із здійснення операцій з металобрухтом;
- кооперація (крім сільськогосподарської кооперації);
- антимонопольна політика, розвиток економічної конкуренції, захист прав споживачів;
- регуляторна політика;
- промислова політика та розвиток окремих галузей виробництва;
- зовнішньоекономічна, інвестиційна діяльність, спеціальні (вільні) економічні зони та території пріоритетного розвитку, технологічні парки;
- стандартизація, підтвердження відповідності, акредитація та метрологічна діяльність;
- публічно-приватне партнерство;
- космічна діяльність (крім питань, що належать до сфери національної безпеки та оборони);
- розвиток підприємницької діяльності та гарантування прав і законних інтересів суб'єктів підприємницької діяльності.